# 448 f.Kr.

## Händelser

### Efter plats

#### Grekland
- Fidias avslutar en nio meter hög staty Athena Parthenos föreställande Athena Parthenos på Akropolis i Aten.
- Perikles leder den atenska armén mot Delfi, för att återbörda det därvarande oraklet till Fokis.
- Atenarna börjar bygga mellandelen av de långa murarna från sin stad till hamnstaden Pireus.
- Man börjar återuppbygga det stora Athenatemplet (Parthenon) på Akropolis i Aten.